# Liste der Naturdenkmale im Neckar-Odenwald-Kreis

Die Liste der Naturdenkmale im Neckar-Odenwald-Kreis nennt die Listen der in den sechs Städten und 21 weiteren Gemeinden im Neckar-Odenwald-Kreis gelegenen Naturdenkmale. Im Neckar-Odenwald-Kreis liegen etwa 440 Naturdenkmale. Dabei handelt es sich um Flächen oder Einzelobjekte, meist Bäume.

## Naturdenkmale im Neckar-Odenwald-Kreis
Stand: 5. August 2019.
| Gemeinde       | Liste                                     | Anzahl der Naturdenkmale |
| -------------- | ----------------------------------------- | ------------------------ |
| Adelsheim      | Liste der Naturdenkmale in Adelsheim      | 035                      |
| Aglasterhausen | Liste der Naturdenkmale in Aglasterhausen | 09                       |
| Billigheim     | Liste der Naturdenkmale in Billigheim     | 023                      |
| Binau          | Liste der Naturdenkmale in Binau          | 02                       |
| Buchen         | Liste der Naturdenkmale in Buchen         | 093                      |
| Elztal         | Liste der Naturdenkmale in Elztal         | 06                       |
| Fahrenbach     | Liste der Naturdenkmale in Fahrenbach     | 012                      |
| Hardheim       | Liste der Naturdenkmale in Hardheim       | 029                      |
| Haßmersheim    | Liste der Naturdenkmale in Haßmersheim    | 03                       |
| Höpfingen      | Liste der Naturdenkmale in Höpfingen      | 02                       |
| Hüffenhardt    | Liste der Naturdenkmale in Hüffenhardt    | 08                       |
| Limbach        | Liste der Naturdenkmale in Limbach        | 012                      |
| Mosbach        | Liste der Naturdenkmale in Mosbach        | 038                      |
| Mudau          | Liste der Naturdenkmale in Mudau          | 022                      |
| Neckargerach   | Liste der Naturdenkmale in Neckargerach   | 09                       |
| Neckarzimmern  | Liste der Naturdenkmale in Neckarzimmern  | 06                       |
| Obrigheim      | Liste der Naturdenkmale in Obrigheim      | 09                       |
| Osterburken    | Liste der Naturdenkmale in Osterburken    | 016                      |
| Ravenstein     | Liste der Naturdenkmale in Ravenstein     | 015                      |
| Rosenberg      | Liste der Naturdenkmale in Rosenberg      | 013                      |
| Schefflenz     | Liste der Naturdenkmale in Schefflenz     | 013                      |
| Schwarzach     | Liste der Naturdenkmale in Schwarzach     | 05                       |
| Seckach        | Liste der Naturdenkmale in Seckach        | 017                      |
| Waldbrunn      | Liste der Naturdenkmale in Waldbrunn      | 017                      |
| Walldürn       | Liste der Naturdenkmale in Walldürn       | 027                      |
| Zwingenberg    | Liste der Naturdenkmale in Zwingenberg    | 02                       |
| Gesamt         | 27                                        | 443                      |